# Publikacja popularnonaukowa

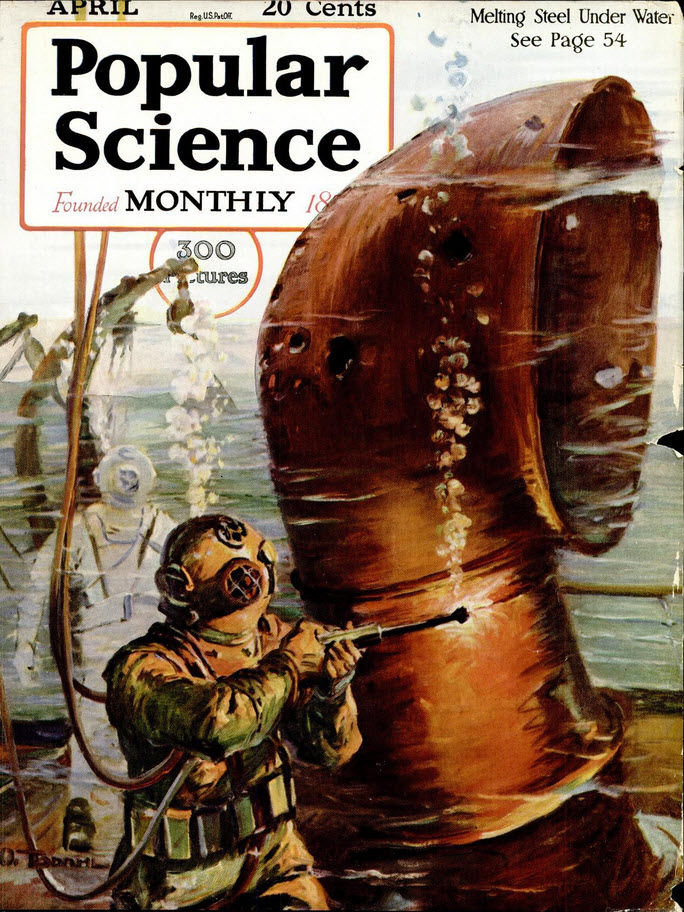
Okładka czasopisma „Popular Science” z 1919 roku

Publikacja popularnonaukowa – publikacja służąca upowszechnianiu wiedzy naukowej w postaci przystępnej i zrozumiałej dla niespecjalistów, ludzi niezwiązanych zawodowo z daną dyscypliną. Autorami publikacji popularnonaukowych są często naukowcy.

## Formy publikacji popularnonaukowej
Publikacje popularnonaukowe mogą przybierać zróżnicowane formy piśmiennicze i wydawnicze. Do najpopularniejszych przykładów zalicza się: 
- atlasy,
- biografie,
- książki „aktywizyjące”,
- poradniki,
- wydawnictwa albumowe,
- wydawnictwa encyklopedyczne,
- wykłady,
- zbiory zagadek.

## Cechy publikacji popularnonaukowej
Wyróżnia się następujące cechy stylu popularnonaukowego:
- różnorodna tematyka – może dotyczyć nauk humanistycznych, medycznych, przyrodniczych, społecznych, technicznych. W obrębie jednej publikacji zakres jest monotematyczny,
- różnorodny odbiorca – publikacja może być skierowana do odbiorcy w różnym wieku i o różnym poziomie wiedzy,
- niespecjalistyczne nazewnictwo – zastosowanie terminologii fachowej ograniczone jest do minimum,
- aparat naukowy ograniczony do minimum, w nowoczesnych publikacjach często wykorzystujący formy multimedialne,
- wykorzystywanie funkcji fatycznej – często poprzez korzystanie z bezpośrednich zwrotów, odwoływanie się do doświadczeń odbiorcy.